# Олимпионик
Олимпио́ник (от др.-греч. Ὀλυμπία — «Олимпия» и νίκη — «победа») — победитель античных Олимпийских игр.

## История
Почётное звание олимпионика присваивалось победителю Олимпийских игр и было пожизненным. Несмотря на то, что победитель соревнования объявлялся сразу после его завершения, награждение всех олимпиоников происходило в последний день игр первоначально в храме Зевса, а позднее — у главного (восточного) входа в него. Победители удостаивались награждения оливковыми венками, которые состояли из двух перевязанных пурпурными лентами ветвей, срезанных золотым ножом со священного дерева, по легенде посаженного Гераклом в Альтисе.
Имена олимпиоников вносились в особый список — бассикалий, который начинался с 776 года до н. э. и начало составлению которого положил философ Гиппий Элидский, записав имя победителя в дромосе (забеге на один стадий) — повара из Элиды по имени Кореб. Позднее дополнение списка вели жрецы храма Зевса. Современные историки полагают, что список состоял из 1029 имён олимпиоников. Вместе с тем, древнегреческий историк Полибий полагал, что Гиппий начал записывать олимпиоников лишь с 27-х Олимпийских игр (672 год до н. э.), в то время как до того список держали в памяти устроители игр.
Некоторым олимпионикам устанавливались в Олимпии и других городах статуи с надписями, но это не происходило за счёт организаторов игр, а на их собственные средства. Первая такая статуя была установлена тираном Сикиона по имени Клисфен — победитель гонок на квадригах на 52-й Олимпиаде в 502 году до н. э. Олимпионики могли прибывать на последующие Олимпийские игры в качестве почётных гостей и участвовать в церемониях.

## Первые олимпионики
Первыми олимпиониками в каждом из видов соревнований были:
| Вид соревнований                     | Имя               | Город                | Олимпиада (годы)               |
| ------------------------------------ | ----------------- | -------------------- | ------------------------------ |
| Дромос (бег на стадий)               | Кореб             | Элида                | 1-я Олимпиада (776 до н. э.)   |
| Дромос (эфебы)                       | Полиник           | Элида                | 37-я Олимпиада (632 до н. э.)  |
| Диаулос (двойной бег на стадий)      | Ипен              | Элида                | 14-я Олимпиада (724 до н. э.)  |
| Долихос (долгий бег)                 | Аконф             | Спарта               | 15-я Олимпиада (720 до н. э.)  |
| Борьба                               | Эврибат           | Спарта               | 18-я Олимпиада (708 до н. э.)  |
| Борьба (эфебы)                       | Гиппосфен         | Спарта               | 37-я Олимпиада (632 до н. э.)  |
| Пентатлон                            | Лампий            | Спарта               | 18-я Олимпиада (708 до н. э.)  |
| Пентатлон (эфебы)                    | Эвтелид           | Спарта               | 38-я Олимпиада (628 до н. э.)  |
| Кулачный бой                         | Ономаст           | Смирно               | 23-я Олимпиада (688 до н. э.)  |
| Кулачное сражение (эфебы)            | Филет (Филот)     | Сибарис              | 41-я Олимпиада (616 до н. э.)  |
| Гонки квадриг                        | Погонд (Погон)    | Фивы                 | 25-я Олимпиада (680 до н. э.)  |
| Панкратион                           | Ликдам            | Сиракузы             | 33-я Олимпиада (648 до н. э.)  |
| Панкратион (эфебы)                   | Фодим             | Александрия (Троада) | 145-я Олимпиада (200 до н. э.) |
| Прыжки в высоту                      | Краксид (Кракс)   | Фессалия             | 33-я Олимпиада (648 до н. э.)  |
| Гоплитодром (бег гоплитов с оружием) | Дамарет (Демарет) | Герея (Аркадия)      | 65-я Олимпиада (520 до н. э.)  |
| Гонки колесниц с парой лошадей       | Евагор            | Элида                | 93-я Олимпиада (408 до н. э.)  |
| Конкурс глашатаев                    | Тимай             | Элида                | 96-я Олимпиада (396 до н. э.)  |
| Конкурс трубачей                     | Катес             | Элида                | 96-я Олимпиада (396 до н. э.)  |

## Наиболее титулованные олимпионики
10 наиболее титулованными олимпиониками являлись:
| Общее кол-во побед | Имя       | Город             | Годы                  | Вид(ы) соревнований                |
| ------------------ | --------- | ----------------- | --------------------- | ---------------------------------- |
| 12                 | Леонид    | Родос             | 164—152 до н. э.      | бег (дромос, диаулос, гоплитодром) |
| 10                 | Гериодор  | Мегары            | 328—292 до н. э.      | конкурс трубачей                   |
| 8                  | Гермоген  | Ксанф в Ликии     | 81—89 до н. э.        | бег (дромос, диаулос, гоплитодром) |
| 7                  | Астил     | Кротон / Сиракузы | 488—480 до н. э.      | бег (дромос, диаулос, гоплитодром) |
| 7                  | Никокл    | Спарта            | 100—96 до н. э.       | бег (дромос, диаулос, гоплитодром) |
| 6                  | Гиппосфен | Спарта            | 632, 624—608 до н. э. | борьба                             |
| 6                  | Милон     | Кротон            | 540, 532—516 до н. э. | борьба                             |
| 5                  | Хетомикл  | Спарта            | 604—588 до н. э.      | борьба                             |
| 5                  | Филин     | Кос               | 264—256 до н. э.      | бег (дромос, диаулос)              |
| 5                  | Деметрий  | Соломин           | 229—237 до н. э.      | бег (стадий), пентатлон            |